# Jōhoku-Linie
| KiHa 11-Dieseltriebwagen auf der Jōhoku-Linie |                   |                                |                          |
| Streckenlänge: | 11,2 km           |                                |                          |
| Spurweite: | 1067 mm (Kapspur) |                                |                          |
| Streckengeschwindigkeit: | 95 km/h           |                                |                          |
| Zweigleisigkeit: | ganze Strecke     |                                |                          |
| |                   |                                |                          |
| Gesellschaft: | Tōkai Kōtsū Jigyō |                                |                          |
| \| \| \| Chūō-Hauptlinie \| 1900– \| \| \| \| Seto-Linie (unvollendet) \| \| \| \| \| Kachigawa \| \| \| \| 0,0 \| Kachigawa (勝川) \| 1991– \| \| \| \| 1. Nagoya-Ringautobahn \| \| \| \| \| Hatta-gawa \| \| \| \| \| Meitetsu Komaki-Linie \| 1931– \| \| \| 1,8 \| Ajiyoshi (味美) \| 1991– \| \| \| 4,5 \| Hira (比良) \| 1991– \| \| \| 6,7 \| Otai (小田井) \| 1991– \| \| \| \| U-Bahn Nagoya Tsurumai-Linie \| 1993– \| \| \| \| Meitetsu Inuyama-Linie \| 1910– \| \| \| \| Shin-kawa \| \| \| \| \| Seto-Linie (unvollendet) \| \| \| \| \| Nagoya-Autobahn 6 \| \| \| \| 9,3 \| Owari-Hoshinomiya (尾張星の宮) \| 1991– \| \| \| \| Tōkaidō-Hauptlinie \| 1886– \| \| \| 11,7 \| Biwajima (枇杷島) \| 1886– \| |                   |                                |                          |
| Strecke |                   | Chūō-Hauptlinie                | 1900–                    |
| Strecke (außer Betrieb) · Strecke |                   | Seto-Linie (unvollendet)       | Seto-Linie (unvollendet) |
| Strecke (außer Betrieb) · Bahnhof |                   | Kachigawa                      | Kachigawa                |
| Kopfbahnhof Strecke bis hier außer Betrieb · Strecke nach links | 0,0               | Kachigawa (勝川)               | 1991–                    |
| |                   | 1. Nagoya-Ringautobahn         |                          |
| Brücke über Wasserlauf |                   | Hatta-gawa                     | Hatta-gawa               |
| Kreuzung geradeaus oben |                   | Meitetsu Komaki-Linie          | 1931–                    |
| Haltepunkt / Haltestelle | 1,8               | Ajiyoshi (味美)                | 1991–                    |
| Haltepunkt / Haltestelle | 4,5               | Hira (比良)                    | 1991–                    |
| Haltepunkt / Haltestelle | 6,7               | Otai (小田井)                  | 1991–                    |
| Kreuzung mit U-Bahn geradeaus oben |                   | U-Bahn Nagoya Tsurumai-Linie   | 1993–                    |
| Kreuzung geradeaus oben |                   | Meitetsu Inuyama-Linie         | 1910–                    |
| Brücke über Wasserlauf |                   | Shin-kawa                      | Shin-kawa                |
| Abzweig geradeaus und ehemals nach rechts |                   | Seto-Linie (unvollendet)       | Seto-Linie (unvollendet) |
| |                   | Nagoya-Autobahn 6              |                          |
| Haltepunkt / Haltestelle | 9,3               | Owari-Hoshinomiya (尾張星の宮) | 1991–                    |
| Abzweig geradeaus und von rechts |                   | Tōkaidō-Hauptlinie             | 1886–                    |
| Bahnhof | 11,7              | Biwajima (枇杷島)              | 1886–                    |

Die Jōhoku-Linie (城北線, Jōhoku-sen) ist eine Eisenbahnstrecke auf der japanischen Insel Honshū. Sie wird von der Bahngesellschaft Tōkai Kōtsū Jigyō betrieben und befindet sich am nördlichen Stadtrand von Nagoya in der Präfektur Aichi. Gemäß den ursprünglichen Planungen sollte sie eine Querverbindung zwischen der Chūō-Hauptlinie und der Tōkaidō-Hauptlinie herstellen, blieb aber aus finanziellen Gründen unvollständig.

## Streckenbeschreibung
Die Strecke ist 11,2 km lang und in Kapspur (1067 mm) verlegt. Sie ist zweigleisig ausgebaut und nicht elektrifiziert. Es werden sechs Bahnhöfe bedient, die Höchstgeschwindigkeit beträgt 95 km/h. Der Betrieb erfolgt durch die Tōkai Kōtsū Jigyō (TKJ), eine hundertprozentige Tochtergesellschaft von JR Central. Auf ihrer gesamten Länge verläuft die Jōhoku-Linie auf einem Viadukt und ihre Gleise sind auf Betonschwellen verlegt. Ihr westlicher Ausgangspunkt ist der Bahnhof Biwajima, wo sie von der Tōkaidō-Hauptlinie abzweigt. Sie verläuft zunächst nordwestwärts, wendet sich nach Norden und schließlich nach Osten. Kurz vor dem Bahnhof Otai überquert sie sowohl die Meitetsu Inuyama-Linie als auch die Tsurumai-Linie der U-Bahn Nagoya. Kurz darauf trifft sie auf die Mei-Nikan-Autobahn und folgt dieser bis kurz vor dem Streckenende. In der Nähe von Ajiyoshi wird die Meitetsu Komaki-Linie überquert. Die Strecke endet nicht im eigentlichen Bahnhof Kachigawa, sondern an einem rund 500 m davon entfernten Behelfsbahnsteig, der denselben Namen trägt. Es besteht zurzeit keine Gleisverbindung zur Chūō-Hauptlinie.
Obwohl etliche Wohngebiete entlang der Strecke liegen, ist die Zahl der Nutzer vergleichsweise gering, da die Jōhoku-Linie schlecht in das übrige Schienennetz integriert ist und die Fahrpreise relativ hoch sind. Der „Rat zur Förderung der Entwicklung der Jōhōku-Linie“, der von der Präfektur Aichi sowie den Anliegergemeinden (Nagoya, Kiyosu und Kasugai) gebildet wurde, hat JR Central und TKJ wiederholt aufgefordert, den Komfort für die Nutzer zu verbessern, in Kachigawa die Verknüpfung mit der Chūō-Hauptlinie fertigzustellen und die Linie von Biwajima zum Bahnhof Nagoya zu verlängern. Beide Bahngesellschaften haben erklärt, dass eine Weiterführung nach Nagoya eine Änderung des Fahrplans der Tōkaidō-Hauptlinie und eine Verbesserung der Einrichtungen (z. B. der elektrischen Anlagen) erfordern würde, was mit hohen Kosten verbunden wäre. In Anbetracht der derzeitigen Nutzerzahlen der Jōhōku-Linie und anderer Faktoren sei auch die Umsetzung der übrigen Forderungen zurzeit nicht realistisch.

## Zugangebot
Angesichts des recht hohen Ausbaustandards der Strecke verkehren relativ wenige Züge auf der Jōhoku-Linie (die Gründe dafür werden im Kapitel Geschichte genauer erläutert). Nahverkehrszüge mit Halt an allen Bahnhöfen fahren tagsüber in einem angenäherten Stundentakt. Während der Hauptverkehrszeit fahren sie ungefähr alle 20 bis 40 Minuten. Ein fester Taktfahrplan besteht nicht.

## Bilder

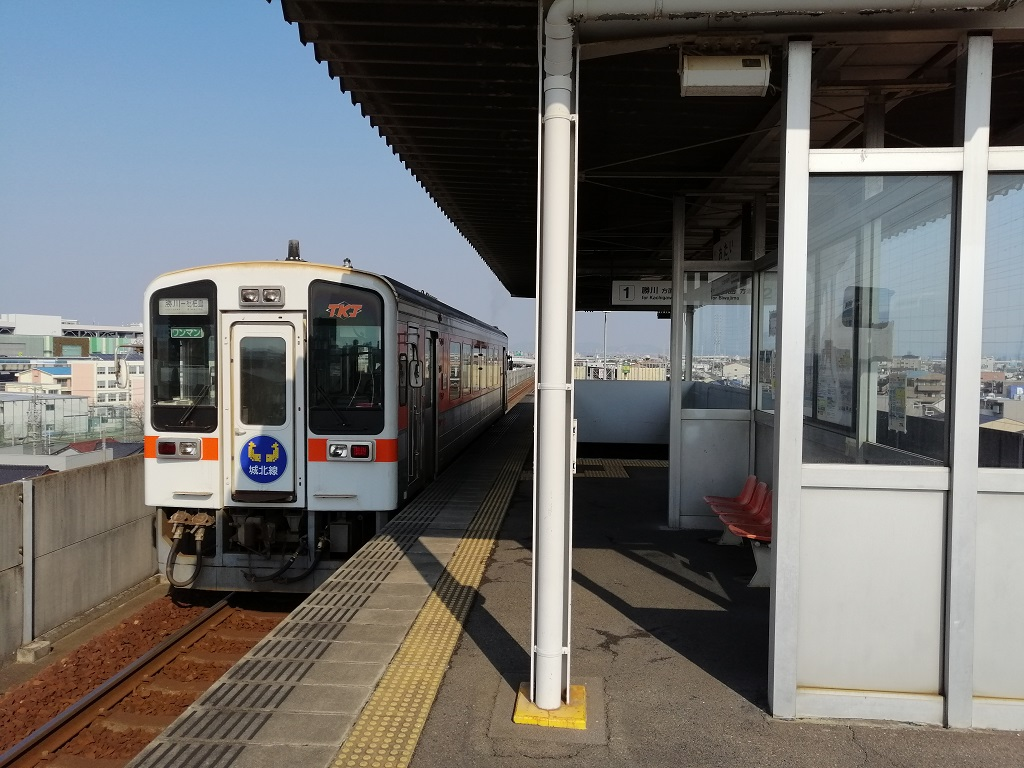
Zug im Bahnhof Otai
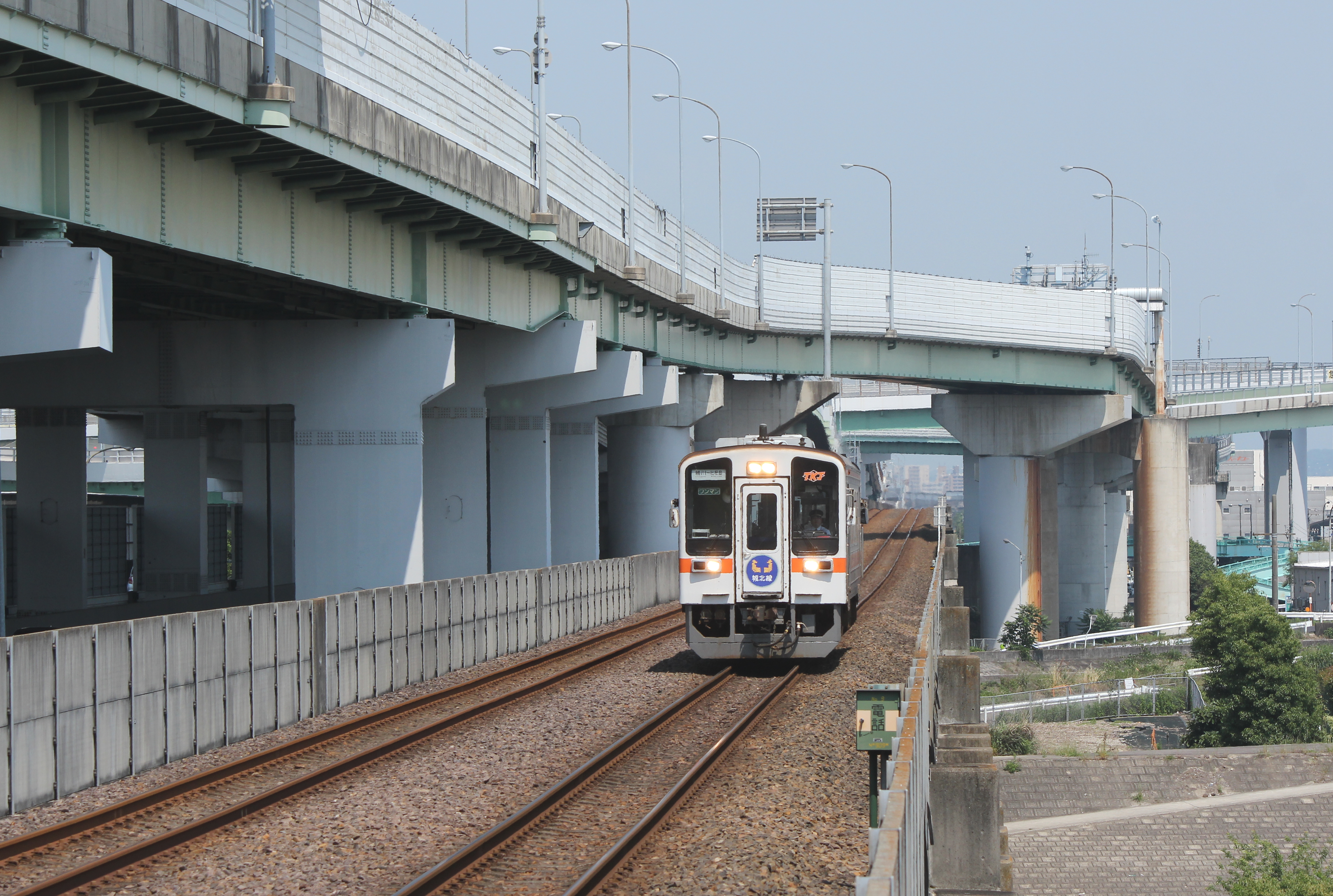
Trasse beim Autobahnkreuz Kusonoki
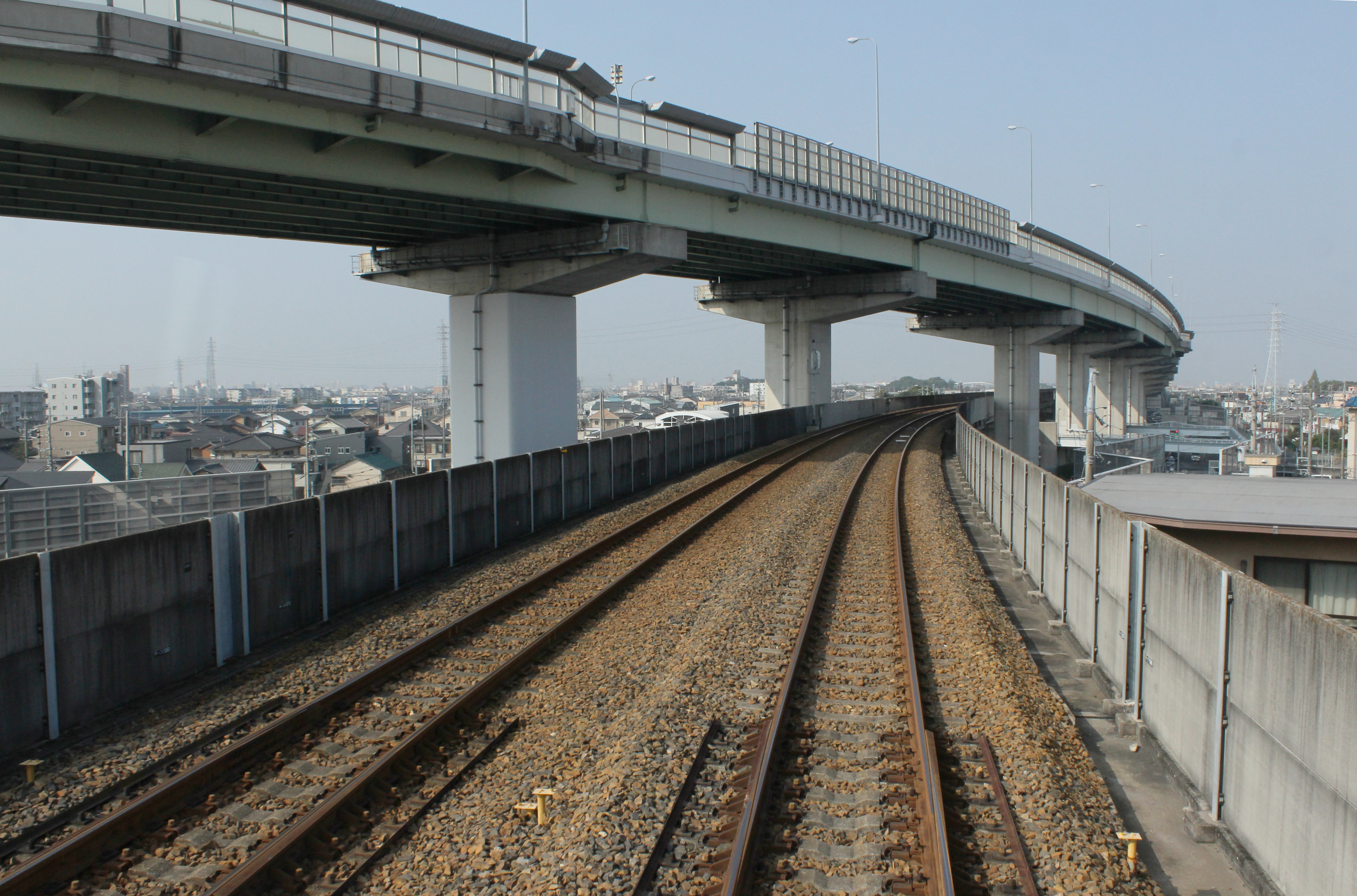
Jōhoku-Linie und Mei-Nikan-Autobahn
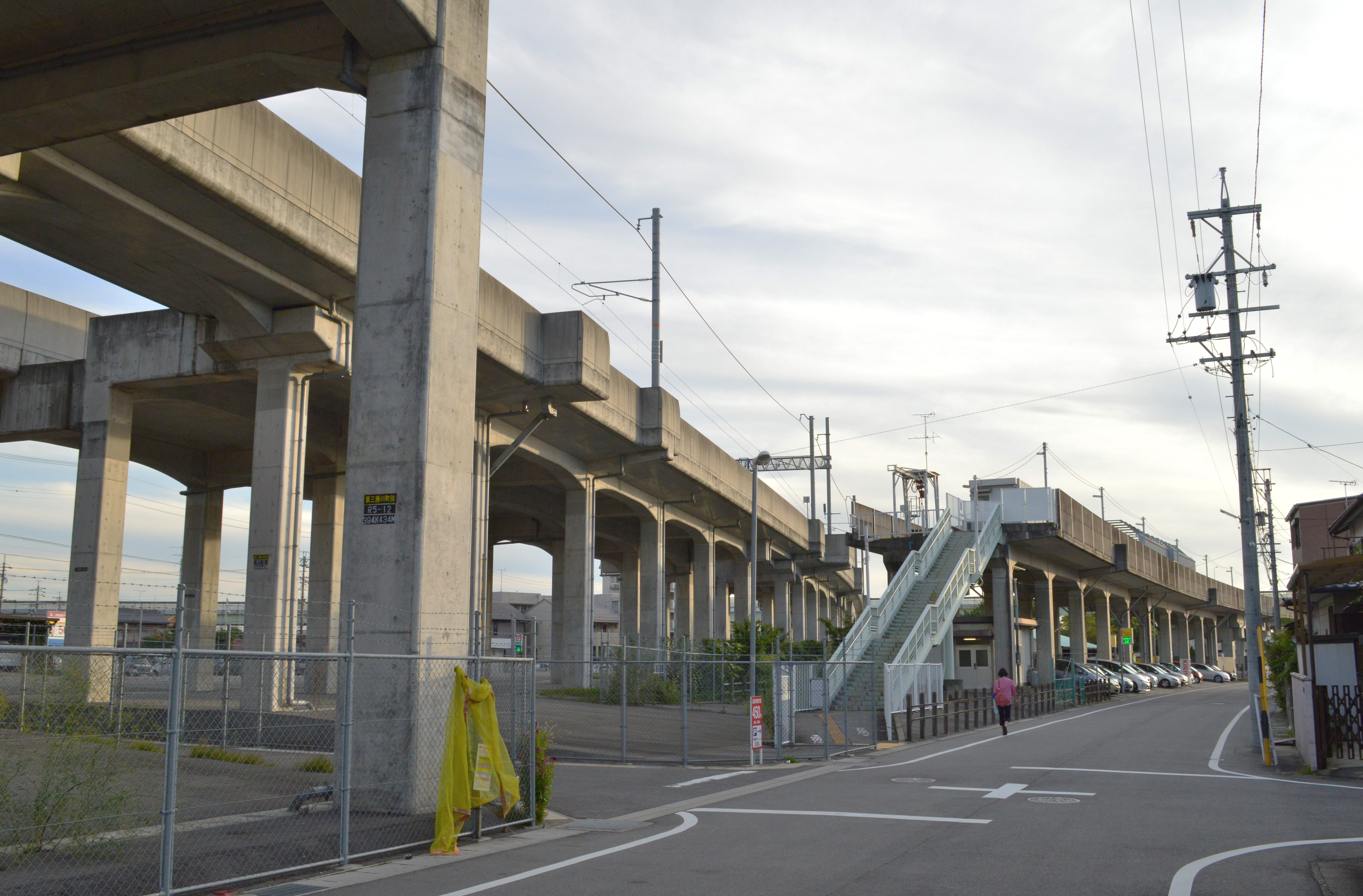
Endstation Kachigawa, links die Chūō-Hauptlinie

## Geschichte
Die Geschichte der Strecke reicht bis ins Jahr 1922 zurück, als sie unter der Bezeichnung Seto-Linie (瀬戸線, Seto-sen) im revidierten Eisenbahnbaugesetz aufgeführt wurde. Sie sollte Seto mit Inazawa verbinden (bzw. die Chūō-Hauptlinie mit der Tōkaidō-Hauptlinie) und vor allem dem Schienengüterverkehr dienen. 1962 stufte der Eisenbahnbaurat die Seto-Linie als vorrangig ein und fügte den Planungen eine Zweigstrecke nach Biwajima hinzu, um direkte Verbindungen mit dem Raum Nagoya zu ermöglichen. Im März 1976 begann die öffentlich-rechtliche Japan Railway Construction Public Corporation (JRCPC) mit dem Bau des Abschnitts zwischen Kachigawa und Biwajima, der zweigleisig und elektrifiziert sein sollte. Außerdem war geplant, die Chūō-Hauptlinie zwischen Kōzōji und Kachigawa zweigleisig auszubauen, um Güter- und Personenverkehr zu trennen, weshalb auch die Grundstücke für diesen Abschnitt erworben wurden.
Allerdings war die Seto-Linie vom finanziellen Niedergang der Japanischen Staatsbahn betroffen, weshalb die Arbeiten bald unterbrochen wurden. Die Bahngesellschaft JR Central, die 1987 als Folge der Staatsbahnprivatisierung entstanden war, beantragte am 1. Dezember 1989 beim Verkehrsministerium die Genehmigung für die Fertigstellung des Abschnitts Kachigawa–Biwajima. Da die JRCPC die Bauarbeiten durchführte, stellte sich bald die Frage nach der Rückzahlung, die JR Central an die Nachfolgeorganisation Japan Railway Construction, Transport and Technology Agency (JRTT) zu leisten hatte. Die Kosten beliefen sich auf 62,2 Milliarden Yen und die Rückzahlung auf 140 Milliarden Yen; selbst bei langfristigen Zahlungen über 40 Jahre waren jährliche Rückzahlungen in Höhe von etwa 9 Milliarden fällig. Der Bitte um Reduzierung oder Befreiung von der Rückzahlung wurde nicht entsprochen, worauf sich das Unternehmen weigerte, weitere Bauarbeiten zu finanzieren, solange die Modalitäten nicht geklärt seien. Wichtige Teilprojekte wie die Anbindung an die Chūō-Hauptlinie und die Vollendung des erweiterten Bahnhofs Biwajima ruhten mehrere Monate.
Um das Konzernergebnis nicht zu beeinträchtigen, lagerte JR Central den künftigen Bahnbetrieb der Jōhoku-Linie an die 1988 neu gegründete Tōkai Kōtsū Jigyō (TKJ) aus. Der Grund lag darin, dass die TKJ nicht an das Tarifsystem von JR Central gebunden ist und deshalb höhere Fahrpreise festlegen kann. Ebenso fiel der Beschluss, auf die Elektrifizierung zu verzichten. Die TKJ nahm am 1. Dezember 1991 den Abschnitt zwischen Kachigawa und Owari-Hoshinomiya in Betrieb; der Abschnitt zwischen Owari-Hoshinomiya und Biwajima folgte am 18. März 1993. Gemäß einer im Jahr 2013 überarbeiteten Finanzierungsvereinbarung muss JR Central bis 2032 jährlich eine Pacht an die JRTT entrichten, bis die Rückzahlung vollständig abbezahlt ist. Falls Investitionen getätigt werden, sind die zusätzlich anfallenden Betriebskosten dem Rückzahlungsbetrag hinzuzurechnen. Dieser Vertrag wird als Grund dafür gesehen, dass die Jōhoku-Linie bis heute mit minimaler Ausstattung betrieben wird, denn die Rückzahlungskosten sollen wenn möglich nicht noch weiter ansteigen. Größere Investitionen sind daher erst nach dem Auslaufen des Pachtvertrags zu erwarten.

## Liste der Bahnhöfe
| Name                           | km   | Anschlusslinien    | Lage   | Ort              |
| ------------------------------ | ---- | ------------------ | ------ | ---------------- |
| Kachigawa (勝川)               | 00,0 | Chūō-Hauptlinie    | Koord. | Kasugai          |
| Ajiyoshi (味美)                | 01,8 |                    | Koord. | Kasugai          |
| Hira (比良)                    | 04,5 |                    | Koord. | Nishi-ku, Nagoya |
| Otai (小田井)                  | 06,7 |                    | Koord. | Nishi-ku, Nagoya |
| Owari-Hoshinomiya (尾張星の宮) | 09,3 |                    | Koord. | Kiyosu           |
| Biwajima (枇杷島)              | 11,2 | Tōkaidō-Hauptlinie | Koord. | Kiyosu           |